# Фонтанка (село)
Фонта́нка — село в Одесском районе (ранее — в Лиманском районе) Одесской области Украины. Население составляет более 8000 человек (по данным на 23 февраля 2020 г.), по официальным данным переписи - 6260 человек, площадь — 4,2 км2. Село основано в 1892 году. С 2020 года, наряду с сёлами Крыжановка, Лески, Александровка, Светлое, Вапнярка и Новая Дофиновка, входит в Фонтанскую объединённую территориальную громаду (общину).

## Географическое положение
Расположена на берегу Чёрного моря, в 30 км от областного центра, в 45 км от районного центра, в 20 км от железнодорожной станции Кремидовка на линии Одесса — Помошная. Находится по соседству с сёлами Крыжановка, Вапнярка и посёлком Лески. Через село проходит Старониколаевская дорога (автодорога Одесса — Южный). Расстояние до черты города Одессы — 4 км.

## История
Фонтанка основана в 1892 году переселенцами с Киевщины. Советская власть установлена в январе 1918 года. В 1941 и в 1944 годах на территории села происходили ожесточенные сражения Второй мировой войны. Местный совет создан в 1944 году. Населённый пункт получил статус села в 1949 году.
В селе сооружены памятники погибшим односельчанам и воинам 249-го полка НКВД, защищавшим Фонтанку в период обороны Одессы в 1941 году.
В 2022 году село пострадало в ходе бомбардировок региона Россией. Так, 9 мая был обстрелян ракетами крупный торгово-развлекательный центр «Ривьера», пострадали 3 человека. 
В ноябре 2022 года торговый центр был отремонтирован и возобновил свою работу. .

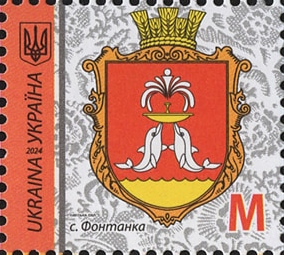
Стандартная марка с символикой села в серии «Гербы городов, поселков и сел Украины», Почта Украины, 2024 год.

## Климат

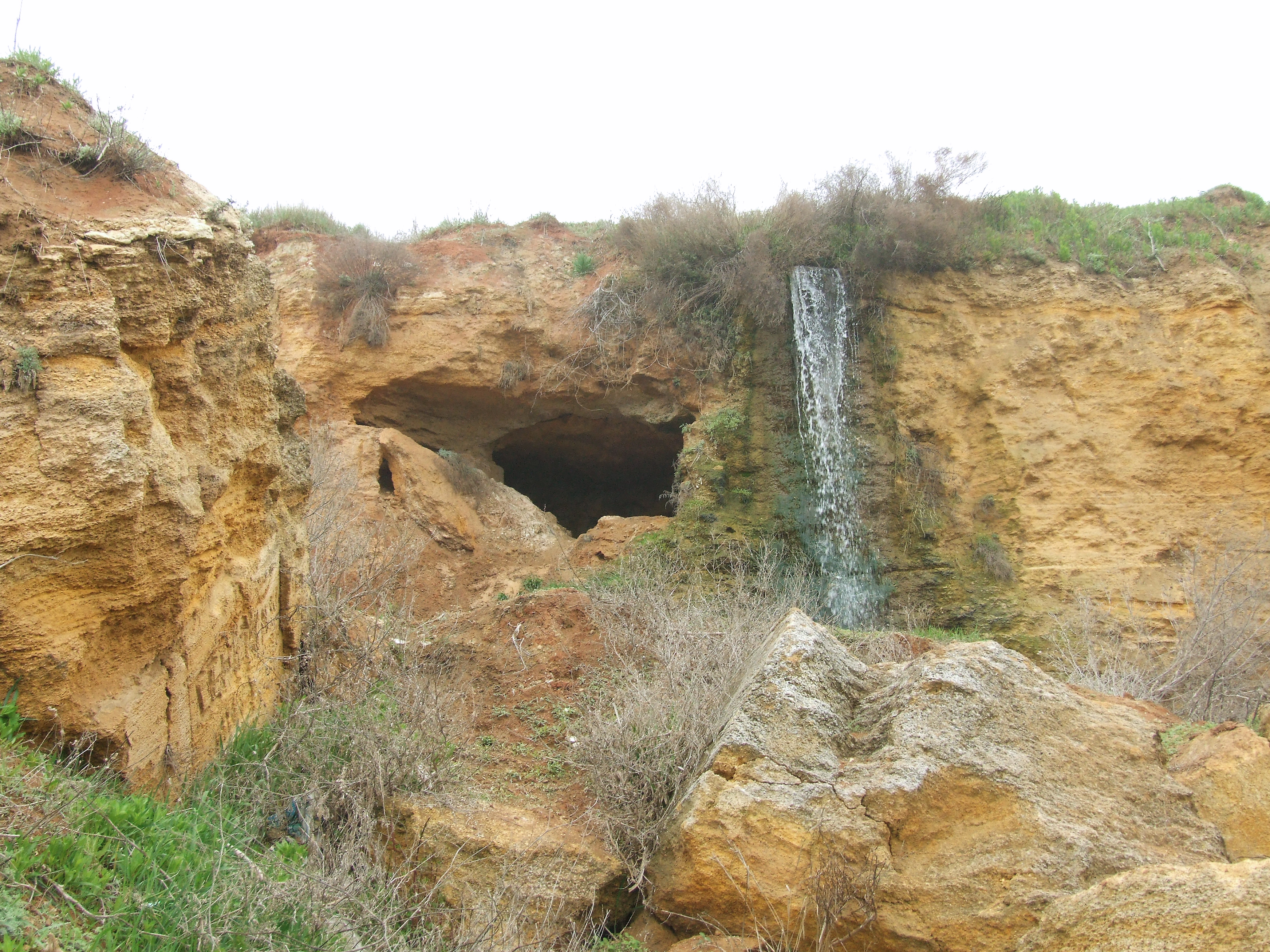
Вход в катакомбы и водопад в селе

Тип климата — умеренно континентальный, с жарким сухим летом и мягкой малоснежной неустойчивой зимой. Средняя температура июля +25°С. Период с положительными температурами более 10 месяцев. Зима мягкая, малоснежная, средняя температура +1°С. Общая сумма осадков 340—470 мм в год, главным образом, выпадают летом, часто в виде ливней.
Фонтанка находится на берегу Чёрного моря и обладает большим рекреационным потенциалом. Благодаря сочетанию моря и степи воздух в зоне отдыха оказывает благотворное влияние на органы дыхания, сердечно-сосудистую и нервную системы. Природные условия и климат Чёрного моря способствуют успешной климатотерапии. Лечебные ресурсы в зоне отдыха Фонтанка на Чёрном море — морской воздух и морские купания.

## Социальная сфера
В селе есть средняя школа (540 учащихся, 84 учителя), два дошкольных детских учреждения (180 детей, 60 воспитателей), дом культуры на 500 мест, амбулатория семейной медицины (где помимо терапевтического и педиатрического приема, ведут прием узкие специалисты, такие, как-то: хирург, офтальмолог, ЛОР-врач, дерматолог, гинеколог, невропатолог и стоматологи) и общей практики с подстанцией скорой медицинской помощи. Построен храм святых апостолов Петра и Павла. В селе функционирует одно производственное предприятие — по производству асфальта. На территории Фонтанского сельского совета действует один из крупнейших на Украине торгово-развлекательных центров «Ривьера» с магазинами (в том числе гипермаркет «Ашан», строительный гипермаркет «Леруа Мерлен», магазины одежды «Zara», «Bershka», «Pull&Bear», «Stradivarius», «New balance», «H&M», «LC Waikiki», «Reserved», «Guess» и многие другие), кафе (в том числе «McDonald’s», «KFC», «Chin Chin» и другие), ресторанами и развлекательными заведениями, включая  кинотеатр и картинг.